# Ambrogio Lorenzetti
Ambrogio Lorenzetti (tudi Ambruogio Laurati), (*ok.1290 Siena, † 9. junij 1348, Siena) je bil italijanski slikar sienske šole. Bil je aktiven približno od leta 1317 do 1348. Naslikal je fresko Alegorija dobre in slabe vlade v Sala dei Nove (Salon Devetih ali soba Sveta) v Palazzo Pubblico v Sieni. 
Njegov brat Pietro Lorenzetti je vplival na njegovo ustvarjanje. Nanj sta vplivala tudi Duccio di Buoninsegna in Giotto di Bondone. Občudoval je naravo ter klasična dela. Like je risal žive in nakazal je bolj realistični način slikanja. Ustvaril je razne freske. Ohranila so se štiri dela iz življenja sv. Nikolaja in oltarne slike iz 1332 iz Firenc.

## Življenjepis
Na Lorenzettija je vplivala tako bizantinska umetnost kot klasične umetniške oblike in jih je uporabil za ustvarjanje edinstvenega in individualističnega sloga slikanja. Njegovo delo je bilo izjemno izvirno. Individualnost v tem času je bila nenavadna zaradi vpliva pokroviteljstva umetnosti. Ker so bile slike pogosto naročene, je bil individualizem v umetnosti redko viden. Znano je, da se je Lorenzetti ukvarjal z umetniškimi prizadevanji, ki so bile značilnost v času renesanse, na primer z eksperimentiranjem s perspektivo in fizionomijo ter s preučevanjem klasične antike. Njegovo delo jasno kaže na inovativnost, ki so jo posnemali nadaljnji umetniki.
Njegovo delo, čeprav bolj naturalistično, kaže vpliv Simona Martinija. Najzgodnejše datirano delo sienskega slikarja je Madona z otrokom (1319, Museo Diocesano, San Casciano). Njegova prisotnost je bila dokumentirana v Firencah do leta 1321. Tja se je vrnil, potem ko je nekaj let preživel v Sieni.
Kasneje je naslikal Alegorijo dobre in slabe vlade. Freske na stenah Sala dei Nove ali Soba miru (Sala della Pace) v sienski Palazzo Pubblico so ena izmed mojstrovin zgodnjerenesančnega posvetnega slikarstva. Devetka je bila oligarhalna skupščina cehovskih in denarnih interesov, ki je urejala republiko. Tri stene so poslikane s freskami, sestavljenimi iz velikega sklopa alegoričnih figur vrlin v Alegoriji dobre vlade. Drugi dve plošči sta Ambrogiova panoramska vizija Učinki dobre vlade na mesto in podeželje ter Alegorija slabe vlade in njegovi učinki na mesto in deželo (imenovano tudi Neurejeno mesto in država). Bolje ohranjeno dobro urejeno mesto in dežela je slikovna enciklopedija incidentov v mirnem srednjeveškem borgu in na podeželju brez primere.
Prvi dokaz o obstoju peščene ure je na freski Alegorija slabe vlade in njeni učinki na mesto in podeželje.
Tako kot njegov brat naj bi tudi on umrl zaradi bubonske kuge leta 1348. Giorgio Vasari v svojem Življenje umetnikov vključuje biografijo Lorenzettija.

## Izbrana dela
Oznanjenje, 1344
Oznanjenje, zadnje Lorenzettijevo delo iz leta 1344, pripoveduje zgodbo o Devici Mariji, ki je prejela novico od angela o prihodu otroka Jezusa, vsebuje prvo uporabo jasne linearne perspektive. Čeprav nepopolno in zlato ozadje, ki je tradicionalno za tisti čas daje ploski občutek, diagonale, ustvarjene na tleh, ustvarijo globino.
Madona in otrok, 1319
V Madoni z otrokom obstaja očiten dolg do bizantinske umetnosti. Podoba Madone je znana po svoji frontalnosti, ki je značilnost bizantinske umetnosti. Madona se sooči z gledalcem, medtem ko otrok gleda vanjo. Čeprav ni tako čustveno intenzivna kot poznejše Madone, v Lorenzettijevi Devica Marija zanika subtilno raven čustev, ko se sooči z gledalcem. To razliko bi lahko pripisali pokroviteljevim željam po Madonni in otroku ali pa lahko nakazuje Lorenzettijev razvoj sloga. Toda tudi v tem zgodnjem delu obstajajo dokazi o Lorenzettijevi nadarjenosti za posredovanje monumentalnosti figur brez uporabe chiaroscúro. Chiaroscúro so v bizantinski umetnosti pogosto uporabljali za subtilen učinek upodabljanja prostorske globine. Ambrogio je namesto tega z barvami in vzorci premikal figure naprej, kot je razvidno iz Madonne in otroka.
Umestitev sv. Ludvika Toulouškega, 1329
Na tej freski je sv. Ludvika pozdravil papež Bonifacij VIII., ko je dobil naziv škofa v Toulouseu. Bila je ena v vrsti fresk, poslikanih z njegovim bratom Pietrom Lorenzettijem za svetega Frančiška Asiškega. Ta freska je še posebej znana po svojem realističnem občutku globine znotraj arhitekturnega okolja zaradi Lorenzettijeve prepričljive upodobitve tridimenzionalnega prostora. Poleg tega so njegove figure postavljene na zelo naraven in znan način, ki v umetnost vnaša zavest o naturalizmu. Lorenzettijevo nakazovanje prostorske perspektive naj bi predstavljalo italijansko renesanso. Na tej freski je razviden tudi njegov talent za upodabljanje čustev, kot ga vidimo na obrazu kralja Karla II. med kraljevo pričo o zavrnitvi snovnih dobrin in moči njegovega sina. Takšna pozornost do podrobnosti verjetno kaže na intelektualno radovednost. Giorgio Vasari je v Življenju najbolj odličnih, slikarjev, kiparjev in arhitektov pisal o Lorenzettijevih intelektualnih sposobnostih, rekoč, da so njegove manire »bolj gospodske in filozofske kot umetniške«.
Maestà, 1335
V svoji Maestà, ki je bila končana leta 1335, je uporabil alegorične predznake Učinka slabe vlade v mestu. Alegorični elementi se sklicujejo na Danteja, kar kaže na zanimanje za literaturo. Poleg tega lahko to kaže na začetke vernakularizacije literature v tem času, predhodnice humanističnih idej. Lorenzetti je v Maesta sledi umetniški tradiciji, ki so jo postavili drugi sienski slikarji, kot je Simone Martini, vendar ji dodaja intenzivno sceno materinskega povezovanja, kar je bilo v sodobni sienski umetnosti nenavadno. Na sliki Devica z močnim čustvom gleda svojega otroka, ko prime njeno obleko in ji vrne pogled. S tako personalizacijo Device Marije jo Lorenzetti naredi bolj človeško in s tem ustvari globok psihološki učinek na gledalca. To poudarja vse večjo sekularnost sienske umetnosti v tem času, katere vodilni zagovornik je bil Lorenzetti, z edinstvenostjo svojega slikarskega sloga. Množica svetnikov, upodobljenih z Devico, je bizantinsko umetniško izročilo, ki označuje skupek prič. Kot takšno bi lahko Lorenzettijevo umetnost razumeli kot prehod med bizantinskim in renesančnim slogom umetnosti. Zanimanje za klasično antiko je razvidno iz Maesta, zlasti v upodobitvi dobrodelnosti. Kipar Lorenzo Ghiberti v svojih spominih, I Commentarii omenja Lorenzettijevo zanimanje za antični kip, odkrit med takratnim izkopavanjem v Sieni, pripisan grškemu kiparju Lizipu.